# 斯特羅尼亞京
49°56′31″N 24°7′44″E / 49.94194°N 24.12889°E
斯特羅尼亞京（烏克蘭語：Стронятин），是烏克蘭西部的村莊，隸屬利維夫州的利維夫區。該村始建於1448年，面積0.7平方公里，人口385，人口密度每平方公里550人。